# Horst Hübbers
Horst Hübbers (* 14. Juli 1940 in Düsseldorf) ist ein deutscher Eishockeyspieler. Fans und Freunde nennen ihn Selle oder Hotti.

## Karriere
Der neunjährige Hübbers wurde im Winter 1949 beim Eishockeyspiel auf der zugefrorenen Düssel unmittelbar am Eisstadion an der Brehmstraße entdeckt. In der Saison 1949/50 trat er der Eishockeyabteilung den Düsseldorfer EG bei, wo er zum Profi ausgebildet wurde. Zunächst erlernte Hübbers das Sturmspiel, wechselte in späteren Jahren jedoch in die Verteidigung. Als Allroundspieler konnte er somit auf verschiedenen Positionen eingesetzt werden.
Hübbers war von 1949/50 bis 1966/1967 Mitglied der DEG. Während dieser Zeit trainierte und spielte er unter Anleitung folgender Eishockeytrainer:
| Trainer                                      | Saison | Erfolg                                                                       |
| -------------------------------------------- | ------ | ---------------------------------------------------------------------------- |
| Helmuth Perkuhn (Düsseldorfer Jugendtrainer) | 1957   | 1. Platz / Deutscher Eishockeyjugendmeister                                  |
| Kurt Dickers (Düsseldorfer Jugendtrainer)    | 1957   | dreimalige Berufung in die NRW Auswahlmannschaft                             |
| Clare Drake (Kanada)                         | 1957   | dreimalige Berufung in die Jugendnationalmannschaft                          |
| Frank Trottier (Kanada)                      | 1960   | 3. Platz / Eishockeyoberliga                                                 |
| Gerald Strong (Kanada)                       | 1963   | 2. Platz / Eishockeyoberliga – Vizemeister                                   |
| Vladimir Suchoparek (CSSR)                   | 1965   | 2. Platz / Eishockeyoberliga – Vizemeister – u. Aufsteiger in die Bundesliga |
| Engelbert Holderied (Füssen)                 | 1966   | 3. Platz / Eishockeybundesliga                                               |
| Hans Rampf (Lenggries)                       | 1967   | 1. Platz / Eishockeybundesliga – Deutscher Meister                           |

Nach 1967 spielte Hübbers 1,5 Jahre beim Kölner EK (Oberliga / Trainer Xaver Unsinn) und wechselte nochmals zum KTSV Preussen Krefeld (Bundesliga / Trainer Walter Kremershoff). Im Jahre 1972 beendete er seine Eishockeylaufbahn.